# Pescennius Niger
Gaius Pescennius Niger (mezi 135 a 140 Itálie – konec dubna 194 u Antiochie nad Orontem, Sýrie) byl římský císař vládnoucí od dubna 193 do dubna 194. Badatelé zabývající se občanskou válkou z let 193–197 ho někdy řadí k uzurpátorům římského trůnu, správnější je ale považovat ho za regulérního panovníka, neboť všichni uchazeči o moc včetně pozdějšího vítěze zápasu Septimia Severa měli tehdy spornou legitimitu.

## Původ a kariéra
Pescennius Niger pocházel z italské jezdecké rodiny, o níž jinak téměř chybí bližší údaje. Podle Historie Augusty působil jeho děd ve městě Aquinum v Latiu, z čehož se někdy usuzuje, že právě tam přišel Niger na svět. Jména jeho rodičů, taktéž tradovaná v Historii Augustě – Annius Fuscus a Lampridie –, jsou dnes pokládána za fiktivní.
Nigrova kariéra zprvu odpovídala jeho jezdeckému původu, za Commodovy vlády však nastal rychlý vzestup, završený konzulátem (mezi lety 183 a 191) a následným jmenováním místodržitelem Sýrie (191–193).

## Proklamace za císaře
Císařem byl Niger provolán v dubnu 193, patrně ihned poté, co do Sýrie dorazila zpráva o zavraždění císaře Pertinaka a pochybnosti vzbuzující volbě jeho nástupce Didia Iuliana. Jelikož Niger byl v Římě poměrně populární a měl k dispozici i silné vojenské kontingenty, působil tento krok zcela logicky. Schválily ho také téměř všechny východní provincie, od Malé Asie až po Egypt.

## Vláda

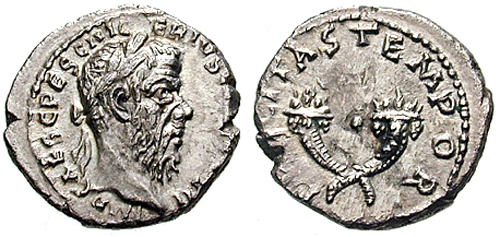
Denár Pescennia Nigra

Navzdory široké podpoře neměl však Niger své postavení zdaleka jisté, neboť legie v Panonii prohlásily za císaře energického Septimia Severa, původem ze severní Afriky. Severus uzavřel spojenectví s místodržitelem Británie Clodiem Albinem, jmenoval ho caesarem a nečekaně rychle ovládl hlavní město Řím. Didius Iulianus během zmatků zahynul.
Pro Nigra to znamenalo, že bude muset zápasit o trůn nikoli se slabým, zkompromitovaným Iulianem, ale se schopným vojevůdcem Severem, stojícím v čele dobře vycvičených podunajských vojsk. Pokud chtěl protivníka předejít, musel rychle sám převzít iniciativu, proto dal obsadit strategicky důležité město Byzantion na Bosporu, odkud chtěl ovládnout Thrákii i s přilehlými kraji. Avšak nepříznivá znamení ho přiměla k ústupu a koncem roku 193 utrpěl jeho vojevůdce Asellius Aemilianus těžkou porážku u Kyziku v Malé Asii – to psychologicky velmi podpořilo severovskou stranu.
Vinou taktických chyb byly hlavní síly Nigrových vojsk poraženy v lednu 194 u Nikaje, což znamenalo ztrátu většiny Malé Asie. Nová obranná linie vznikla v průsmycích pohoří Taurus, ale ani ta nezabránila Severovcům v dalším postupu. V únoru od Nigra odpadl Egypt, jedna z nejdůležitějších provincií celého východu, obilnice říše. K rozhodujícímu měření sil pak došlo v březnu 194 u Issu, na stejném místě, kde Alexandr Veliký kdysi porazil perského krále Dareia III.
V bitvě u Issu padlo kolem 20 000 Nigrových vojáků a on sám jen s obtížemi unikl do Antiochie. Odtud prchal dále na východ, k Parthům, po cestě byl však dostižen a zabit. Nad jeho památkou bylo vyhlášeno damnatio memoriae.